# Travancoria jonesi
Travancoria jonesi är en fiskart som beskrevs av Hora, 1941. Travancoria jonesi ingår i släktet Travancoria och familjen grönlingsfiskar. IUCN kategoriserar arten globalt som starkt hotad. Inga underarter finns listade i Catalogue of Life.